# Sulawesi

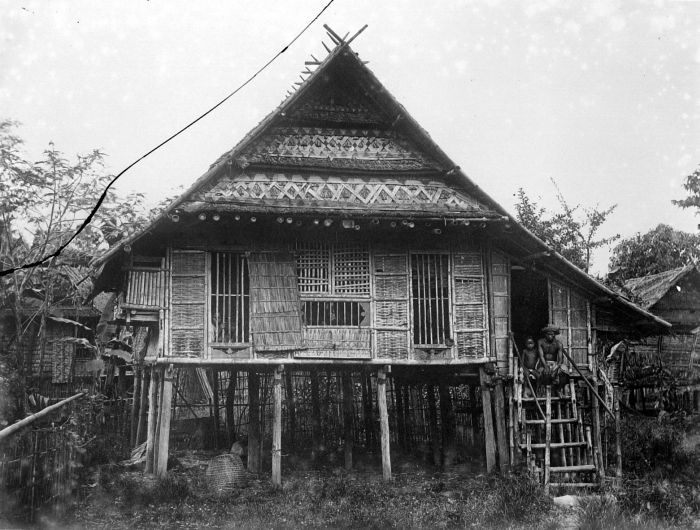
Tradiční zemědělské obydlí

Sulawesi neboli Celebes je nejvýchodnější z ostrovů Velkých Sund. Má rozlohu 174 600 km² a je to jedenáctý největší ostrov na světě. Politicky patří k Indonésii, hlavní město je Makasar.

## Geografie
Od Bornea ho dělí Makasarský průliv, od Filipín Celebeské moře a od Malých Sund Floreské moře. Ostrov tvoří čtyři poloostrovy a je velmi hornatý (nejvyšší hora je Mount Rantemario, případně sousední Rantekombola). Zejména na severním poloostrově je řada činných sopek. Jeho velkou část stále pokrývají původní lesy, které mimo jiné obývá i několik endemitních druhů jako babirusa celebeská nebo opice makak chocholatý.

## Historie
Stáří nejstarších archeologických nálezů se odhaduje na 50 tisíc let, u Marosu v jižním Sulawesi se našly jeskynní malby. Ve střední části ostrova je mnoho kamenných menhirů z 1.–2. tisíciletí př. n. l., které patrně souvisejí se vznikem usedlého zemědělství. Ve 14. století začaly vznikat větší politické útvary a z ostrova se vyvážela železná ruda.
První záznam o portugalských osadnících pochází z roku 1512 a počátkem 16. století vznikla i portugalská osada. Roku 1605 přišli na ostrov Nizozemci, kteří roku 1665 portugalskou osadu dobyli. Brzy po nich přišli na ostrov Angličané, kteří založili osadu Makassar, ale ostrov se stal nizozemskou kolonií. Za druhé světové války ostrov okupovalo Japonsko a od začátku 50. let 20. století je součástí Indonésie. Ostrov obývá sedm etnik: Toalalové, Torajové, Bugisové, Makassaresové, Minahasané, Moriové a Gorontalesané.